# Sol Levante (personaggio)
Sol Levante (in originale Rising Sun) è un super eroe giapponese immaginario pubblicato dalla DC Comics. Comparve per la prima volta in Super Amici n. 8 (novembre 1977), e fu membro dei Guardiani del Globo in DC Comics Presents n. 46 (giugno 1982). Fu creato da E. Nelson Bridwell e Ramona Fradon.

## Biografia del personaggio
Izumi Yasunari è un fisico solare giapponese membro da lungo tempo dei Guardiani del Globo. I suoi nonni sopravvissero allo sgancio della bomba atomica sulla città di Nagasaki, in Giappone, da parte degli Stati Uniti nel 1945, cosa che portò alla fine della Seconda Guerra Mondiale. Entrambe le coppie svilupparono in seguito dei cancri e morirono. Lo stesso accadde a sua madre, che ebbe il cancro ma riuscì a sconfiggerlo tramite chemioterapia. A causa di ciò, sia Izumi che suo fratello Wataru divennero entrambi dottori specializzati nella ricerca contro il cancro. La loro sorella, Kaori, si unì invece a un culto religioso. Sol Levante fu un membro fondatore dell'equivalente giapponese della Justice League of America, una squadra chiamata Big Sience Action che si formò al fine di difendere l'eroe Ultimon dall'Armata dei Mostri.
La sua prima missione nota fu aiutare Atomo a smantellare una bomba in Giappone. Aiutò poi Robin a sconfiggere un super criminale. Spronato da Dottor Mist, aiutò Superman a trovare un pezzo di un'antica armatura e poco dopo lui, e i suoi Guardiani, aiutarono Superman in una battaglia contro antichi stregoni che fecero un incantesimo in mezzo ai Moai sull'Isola di Pasqua. Aiutò a salvare il Giappone durante la Crisi sulle Terre infinite, e aiutò Artemis a salvare i suoi genitori, la Cacciatrice e Sportsmaster con l'aiuto della Infinity, Inc.. L'eroe giapponese andò volontario in aiuto di Queen Bee, ma le forze e la tecnologia di quest'ultima gli fecero il lavaggio del cervello. Sotto la sua influenza distrusse una roccaforte nazista in Germania, uccidendo numerose persone al suo interno. Quando i membri della JLA Power Girl e Rocket Red arrivarono, attaccò anche loro, credendo che fossero simpatizzanti dei nazisti. Quando fu sconfitto, cadde in coma, il tutto parte di un piano.
Mentre era in coma, fu curato dall'ambasciata della Justice League International a Tokyo, in Giappone. Si svegliò alla chiamata di Queen Bee, nello stesso momento dei suoi due colleghi Wild Huntsman e Tuatara, anche loro due in coma. Anche questi due attaccarono strutture naziste e caddero in coma quando furono sconfitti dai membri della Justice League.
Tutti e tre fecero ritorno ai loro doveri con i Guardiani del Globo, dove subirono un severo lavaggio del cervello. Dopo alcune battaglie con la propria squadra, Izumi li tradì segretamente e aiutò la sua amica eroina giapponese Dottor Light a sconfiggere un'orda di soldati bialyani. Dopo di ciò, di unì a Dottor Mist, Jack O'Lantern e Owlwoman e insieme a loro riformò i Guardiani del Globo.
Fain Y'onia, un antico nemico di Dottor Mist, prese di mira il gruppo. Impala e Godiva furono privati dei loro poteri. Bushmaster fu ucciso. I Guardiani raggiunsero Fain nel deserto dell'Arizona e gli tesero una trappola. Questo piano non funzionò come doveva. Tuatara fu ferito gravemente e Thunderlord rimase ucciso. Wild Huntsman fu classificato come S.I.M. (Scomparso In Missione), portando Fain con lui. Lavorando con gli altri Guardiani superstiti, e con l'assistenza di Martian Manhunter, Sol Levante riformò la squadra. Fece la corte a Dottor Light al punto di farla arrabbiare.
Sol Levante lavorò con il Dottor Light nel tentativo di proteggere la popolazione di Tokyo dalla minaccia di vari disastri naturali. Incontrarono uno dei Flash, che portava notizie di Superboy. Sol Levante comparve in televisione come parte di uno sguardo retrospettivo al Big Science Action, il documentario fece riferimento al combattimento della JLA giapponese contro Fushikuraje, un antico kaijū che demolì la maggior parte di Tokyo nel tentativo di raggiungere il cimitero dei mostri sotto il Fuji. Nel corso del programma, Sol Levante derise la nuova generazione di eroi giapponesi, e la loro ossessione di fama, affermando che disonoravano la tradizione giapponese del super eroismo e il combattimento contro i mostri.
Il conflitto di Sol Levante con gli eroi più giovani, il Super Young Team, continuò. Ora appena fuori forma, si confrontò con loro durante una festa sul loro quartier generale con base sulla Luna. Li rimproverò per il loro stile di vita apparentemente edonistico, non comprendendo che il Team partecipò malvolentieri nella pubblicità presentata. Più avanti, Sol Levante comparve nell'immaginaria Midway City, che fu seriamente danneggiata durante il conflitto mondiale contro Darkseid. Spinto dal malevolo verme Mr. Mind, Sol Levante uccise molti dei volontari che lavoravano al ripulimento della città.
Nel sequel di Watchmen, Doomsday Clock, Sol Levante compare come leader della squadra di super eroi noti come Big Monster Action.

## Poteri e abilità
Sol Levante assorbe l'energia solare e può proiettare intensi calore, luce e fiamme dal proprio corpo. Ha mostrato l'abilità di manipolare i campi elettromagnetici, permettendogli di levitare e di far volare il proprio corpo e altri oggetti dentro al campo. Può anche generare venti solari superriscaldati e usarli per volare a grande velocità.

## Altre versioni

### Flashpoint
Nella linea temporale alternativa degli eventi di Flashpoint, Sol Levante fu incastrato per crimini ignoti quando scoprirono i piani illeciti di Outsider, e questi cercò di assassinarlo. Outsider uccise Sol Levante trapassando il suo petto con un pugno.